# Julmust
Julmust (svedese jul "Natale" e must "succo di uva") è un soft drink consumato quasi esclusivamente in Svezia nel periodo di Natale. Per il resto dell'anno lo si può trovare sotto il nome di must. A Pasqua il nome diventa påskmust (påsk "Pasqua"). La bevanda è molto legata alla tradizione del Natale, meno a quella della Pasqua.

## Storia
Julmust è stato inventato da Harry Roberts e suo padre Robert Roberts nel 1910 come un'alternativa non alcolica alla birra. Il drink è prodotto esclusivamente da Roberts AB a Örebro. La ricetta originale rimane un segreto.

## Consumo
Fuori dal periodo natalizio o pasquale è una bevanda molto difficile da trovare in commercio. 45 milioni di litri di Julmust sono consumati in Dicembre (comparati con la popolazione svedese di 9 milioni di svedesi) sono circa il 50% del volume dei soft drink consumati in dicembre e 3/4 del volume di Julmust venduto in un anno.

## Composizione
Lo Julmust è composto di acqua frizzante, zucchero, estratti di luppolo, estratti di malto, spezie, colorante (E150), acido citrico e conservanti.
Gli estratti di malto e luppolo danno al drink un gusto vagamente simile a quello della birra, ma il drink non è fermentato e non contiene dunque alcool. La bevanda è venduta in bottiglie di vetro.

## Distribuzione
Fuori dalla Svezia lo Julmust è quasi impossibile da reperire.
La compagnia svedese IKEA distribuisce la bevanda in svariati punti vendita nel mondo in occasione del Natale e di Pasqua.
Nel Novembre 2004 la Pepsi mise in commercio negli Stati Uniti un prodotto simile allo Julmust chiamato Pepsi Holiday Spice, ma dato lo scarso successo la bevanda rimase in commercio solo per il periodo natalizio 2004-05.
Durante il periodo natalizio il consumo di Coca Cola in Svezia diminuisce fortemente a favore dello Julmust, l'azienda ha dunque deciso nel 2004 di interrompere la sua collaborazione con la società di bibite svedese Pripps per produrre un proprio Julmust chiamato "Bjäre Julmust".